# سيرجيو مانويل
سيرجيو مانويل (بالبرتغالية: Sérgio Manoel Júnior‏) (مواليد 2 مارس 1973) هو لاعب كرة قدم. يلعب مع منتخب البرازيل لكرة القدم منذ عام 1995.

## وصلات خارجية
- سيرجيو مانويل على موقع الاتحاد الدولي (مؤرشف)  (الإنجليزية)
- سيرجيو مانويل على موقع رابطة كرة القدم اليابانية للمحترفين (اليابانية)
- سيرجيو مانويل على موقع قاعدة بيانات كرة القدم.إي يو (الإنجليزية)
- سيرجيو مانويل على موقع ناشيونال فوتبول تيمز (الإنجليزية)
- سيرجيو مانويل على موقع Soccerway.com (الإنجليزية)
- سيرجيو مانويل على موقع عالم كرة القدم.نت (الإنجليزية)
- National Football Teams